# Zale guadulpensis
Zale guadulpensis är en fjärilsart som beskrevs av Achille Guenée 1852. Zale guadulpensis ingår i släktet Zale och familjen nattflyn. Inga underarter finns listade i Catalogue of Life.